# Dan Lett
Daniel Frederick Lett (Toronto) is een Canadees acteur. Hij speelde in films, televisieseries en in het theater.

## Filmografie
- 1984: Mrs. Soffel
- 1985: The Suicide Murders
- 1985: Big Deal
- 1987: Blue Monkey
- 1992: The Women of Windsor
- 1993: The X-Files
- 1993: Paris, France
- 1994: Due South
- 1994: Livs of Girls and Women
- 1995: Goosebumps
- 1995: Choices of the Heart: the Margaret Sanger Story
- 1995: Sugartime
- 1995: Under the Piano
- 1995: Net Worth
- 1995: Butterbox Babies
- 1996: No One Could Protect Her
- 1996: Dinner Along the Amazon
- 1996: Conundrum
- 1997: A Prayer in the Dark
- 1997: The Planet of Junior Brown
- 1997: Double Take
- 1998: Made in Canada
- 1998: Blind Faith
- 1998: My Date with the President's Daughter
- 1998: Thanks of a Grateful Nation
- 1999: Babar, King of Elephants
- 1999: Dead Aviators
- 1999: Strange Justice
- 1999: The Life Before This
- 1999: The Secret Laughter of Women
- 2000: Babar
- 2000: Anne of Green Gables: The Continuing Story
- 2000: Songs in Ordinary Time
- 2002: Get a Clue
- 2002: Queer As Folk
- 2003: Penguins Behind Bars
- 2004: Cavedweller
- 2010: Pure Pwnage
- 2010: Babar and the Adventures of Badou